# Хрестовий похід на Варну
Хрестовий похід на Варну (1 січня 1443 — 19 листопада 1444) — один із значних хрестових походів середини XV століття. Хрестовий похід було оголошено 1 січня 1443. Брали участь у ньому переважно поляки під проводом короля Владислава III та угорці на чолі з воєводою Яношом Гуньяді, які намагалися зупинити натиск османів на Центральну Європу. У поході взяв участь герцог Філіп Бургундський. Початок походу виголосив римський папа Євгеній IV 1 січня 1443 року. Кульмінацією стала битва під Варною 10 листопада 1444, в якій сили османського султана Мурада II вщент розбили хрестоносців. Під час битви загинули Владислав III та папський легат Джуліо Цезаріні.
Хрестовий похід на Варну в історії часто називають «останнім». Висловлюючись точніше, він був швидше останнім великим хрестовим походом, оскільки дрібніші, переважно острівні операції, називалися хрестовими походами й пізніше. Більше того, всі, навіть найдрібніші зіткнення західних європейців з мусульманами, називалися хрестовими походами аж до кінця XVII століття.

## Передумови походу
У 1428 році, коли Османська імперія воювала з Венеціанською республікою та Угорським королівством, вони зрештою домовились про тимчасовий мир, сформувавши Сербський деспотат як буферну державу. Але по закінченню війни в 1430 році османи повернулися до своєї попередньої мети контролю над усіма країнами на південь від Дунаю. У 1432 році султан Мурад II почав набіги в Трансільванію. Наприкінці 1439 року Мураду II вдалося зробити Сербський деспотат османською провінцією. Його деспот Георгій Бранкович утік до своїх маєтків в Угорщині. У 1440 році Мурад II обложив головну прикордонну фортецю Угорщини. Не встигнувши взяти фортецю, він був змушений повернутися до Анатолії, щоб зупинити навалу Караманідів.
Римо-католицька церква давно виступала за хрестовий похід проти османів. Поштовх для його старту дав Гуньяді. У 1441 році він зупинив рейд, який очолив Ісхак паша зі Смедерево. 22 березня 1442 він ледь не знищив армію Мезід Бея в Трансільванії, а у вересні відбив атаки генерал-губернатора Румелії Шехабеддіна паши. Георгій Бранкович, сподіваючись на звільнення Сербії, також підтримав цю ідею після того, як останнє велике сербське місто Ново Брідо захопили османи у 1441 році.

## Хід походу

### Початкові дії
1 січня 1443 року папа Євген IV видав буллу про хрестовий похід. На початку травня було повідомлено, що «османи у поганій кондиції і що їх можна легко вигнати з Європи». Війна була оголошена проти султана Мурада II на Вербну неділю 1443 р. Армія у 40 000 вояків, переважно мадьяр, перетнула Дунай, взяла Ніш і Софію.
Хрестоносці правильно очікували, що Мурад II не зможе швидко мобілізувати свою армію, що складалася головним чином з кавалеристів, яких утримували феодали (терміорити). Вони час мали збирати врожай, щоб платити податки. Досвід Гюньяді зимових походів у 1441-42 роках дав можливість створити угорцям перевагу над османами в цьому компоненті. Хрестоносці також мали кращу броню. Мурад II не міг покладатися на лояльність своїх військ з Румелії і мав труднощі у протистоянні проти хрестоносців.

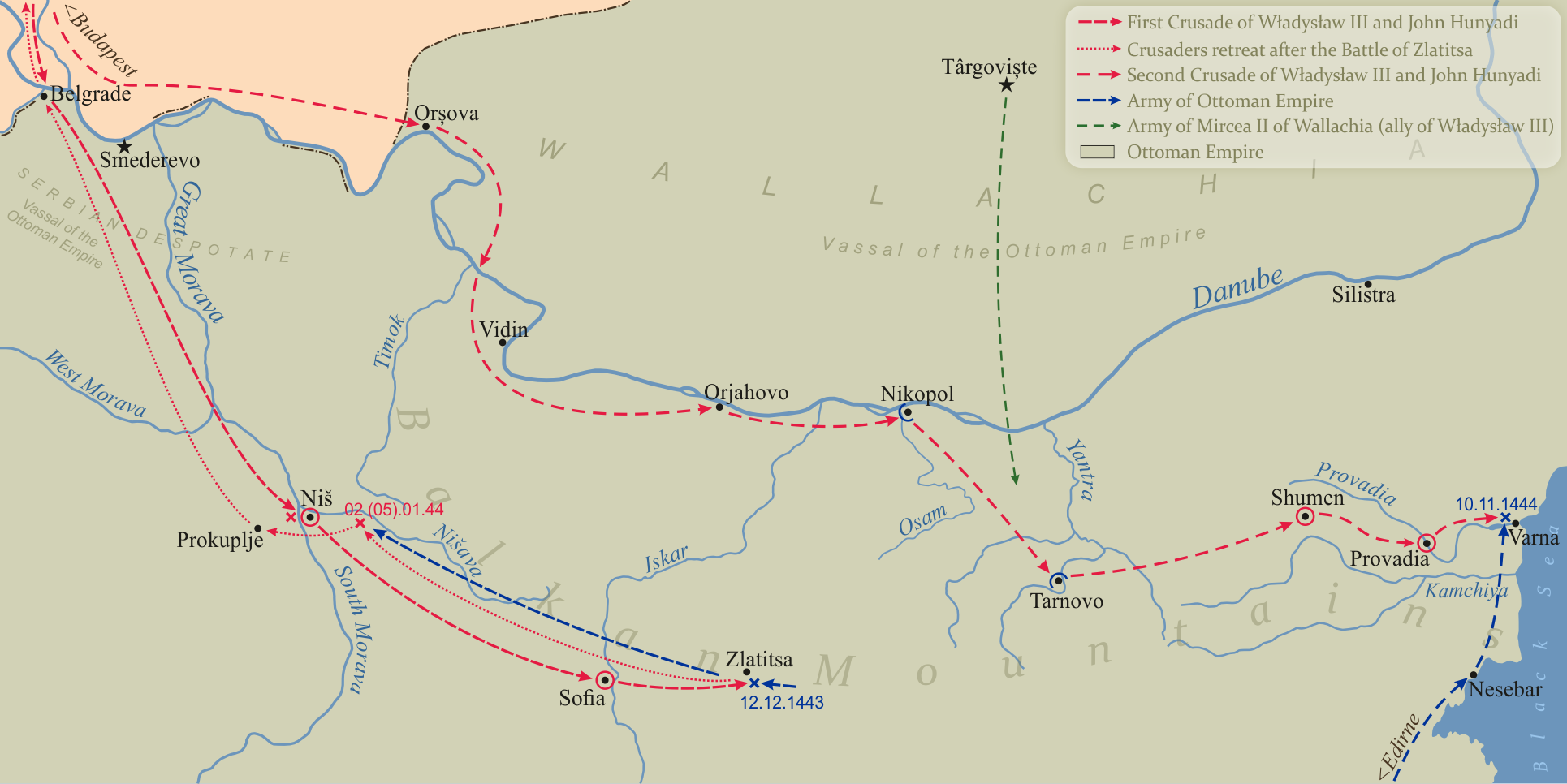
Карта хрестоносного походу на Варну

### Битва при Ніші
У битві за Ніш хрестоносці перемогли і змусили Касима пашу з Румелії та його співкомандувача Турахана бея втекти до Софії, щоб попередити султана про вторгнення. Під час відступу вони спалили всі села на своєму шляху згідно з тактикою випаленої землі. Коли вони прибули до Софії, то порадили султану спалити місто і відступити за гірські проходи, де менша османська армія могла б за рахунок гірської місцевості знівелювати чисельну перевагу хрестоносців.

### Битва на перевалі Златиця
Незабаром після того, як встановився холод і сніг у горах, на перевалі Златиця 12 січня 1443 року відбулася наступна битва. До неї хрестоносці не мали зіткнень з великою османською армією, а нищили лише окремі міські гарнізони уздовж свого шляху до Адріанополя. Зрештою, у Златиці вони зустріли сильні та добре розташовані сили оборони османів. Хрестоносці були розбиті. Однак коли вони відступили, то перемогли переслідувачів у битві при Куновиці, де Махмуд Бей, зять султана та брат Великого візира Чандарлі Халіл-паші були полонені. Через чотири дні після цього бою християнська коаліція досягла Прокупле. Георгій Бранкович запропонував Владиславу III та Яношу Гуньяді залишитися у сербських укріплених містах взимку і продовжити свою кампанію проти османів навесні 1444 року. Вони відхилили його пропозицію і відступили. Наприкінці січня 1444 року хрестоносні війська дійшли до Белграду, а в лютому прибули до Буди, де їх зустріли героями. Мурад II повернувся злий та невдоволений ненадійністю своїх військ, і засудив Турахана бея, звинувативши його у невдачі армії та полоненні Махмуда бея.

### Мирні перемовини
Вважається, що Мурад II мав найбільше бажання встановити мир. Крім того, його сестра просила його отримати звільнення свого чоловіка Махмуда бея, а його дружина Мара, дочка Георгія Бранковича, чинила додатковий тиск. 6 березня 1444 Мара відправила посланця до батька. Їхнє спілкування започаткувало мирні переговори з Османською імперією.
24 квітня 1444 року король Владислав III надіслав листа Мураду II, де написав, що його посол Стойка Гисданич їде до Едірне з повними повноваженнями, щоб вести переговори від його імені. Він попросив, щоб, як тільки буде досягнуто згоди, Мурад II надіслав своїх послів до Угорщини для закріплення домовленостей особистою присягою, і тоді Владислав також зможе присягнути.
Того ж дня Владислав III провів асамблею в Буді, де він заприсягся кардиналу Джуліо Цезаріні, щоб проведе нову хрестоносну експедицію проти османів улітку.
З червня по серпень 1444 року переговори стосовно мирного договору були проведені спочатку в Едірне, а потім у Сегеді. Однак хрестоносці не були цілком зацікавлені в мирі, особливо Цезаріні настійливо наполягав на продовженні хрестового походу. У кінцевому підсумку кардинал знайшов рішення, яке дозволило б як продовження бойових дій, так і ратифікацію договору, і 15 серпня 1444 року Сегедський мир був оформлений законно і введений до виконання.

## Кінець походу
Незабаром угорці та їхні союзники відновили хрестовий похід. Мурад II, який передав престол своєму 12-річному сину незабаром після імплементації договору, повернувся та очолив османську армію. 10 листопада 1444 року дві армії зіткнулися у битві під Варною. Османи здобули вирішальну перемогу, незважаючи на великі втрати, в той час як хрестоносці втратили короля і більше 15 тисяч вояків, багато хто з хрестоносців отримали обмороження, численні потрапили в полон. 
Детальніші відомості з цієї теми ви можете знайти в статті Битва під Варною.

## Значення
Нищівна поразка при Варні змусила західних європейців на довгі століття залишити ідею реставрації європейської влади на Балканах, які стали османською територією. В Угорщині знову спалахнула громадянська війна, яка тривала допоки Гуньяді не було обрано регентом для короля-немовляти Владислава в червні 1446 року. Вся територія Болгарії була інтегрована в Османську імперію і потрапила під хвилю потужної османської колонізації. Перемога Османської імперії під Варною, а потім їхня перемога у другій Косовській битві 1448 року, перешкодила європейським державам надіслати значну військову допомогу Візантійській імперії під час османського завоювання Константинополя у 1453 році. Хрестовий похід для звільнення османської облоги Константинополя, коли для цього мало бути виділено 80000 солдатів, був скасований. Візантія втратила всяку надію на порятунок, оскільки з усіх боків, крім моря, її столиця була тепер оточена міцною смугою османських володінь, що тягнулися на сотні кілометрів. У 1453 році Константинополь упав. Хоча військам хрестоносців вдавалося тимчасово стримувати наступ османів углиб Центральної Європи і вони навіть змогли здобути перемогу під Белградом у 1456 році, знявши його облогу, але загальну розстановку сил це не змінило. У 1459 році завойовано Сербію, у 1521 році османи зайняли Белград, землі центральної Угорщини. Османська імперія була вільна протягом кількох десятиліть від будь-яких подальших серйозних спроб виштовхнути її з Європи.